# Proud Střelkového mysu

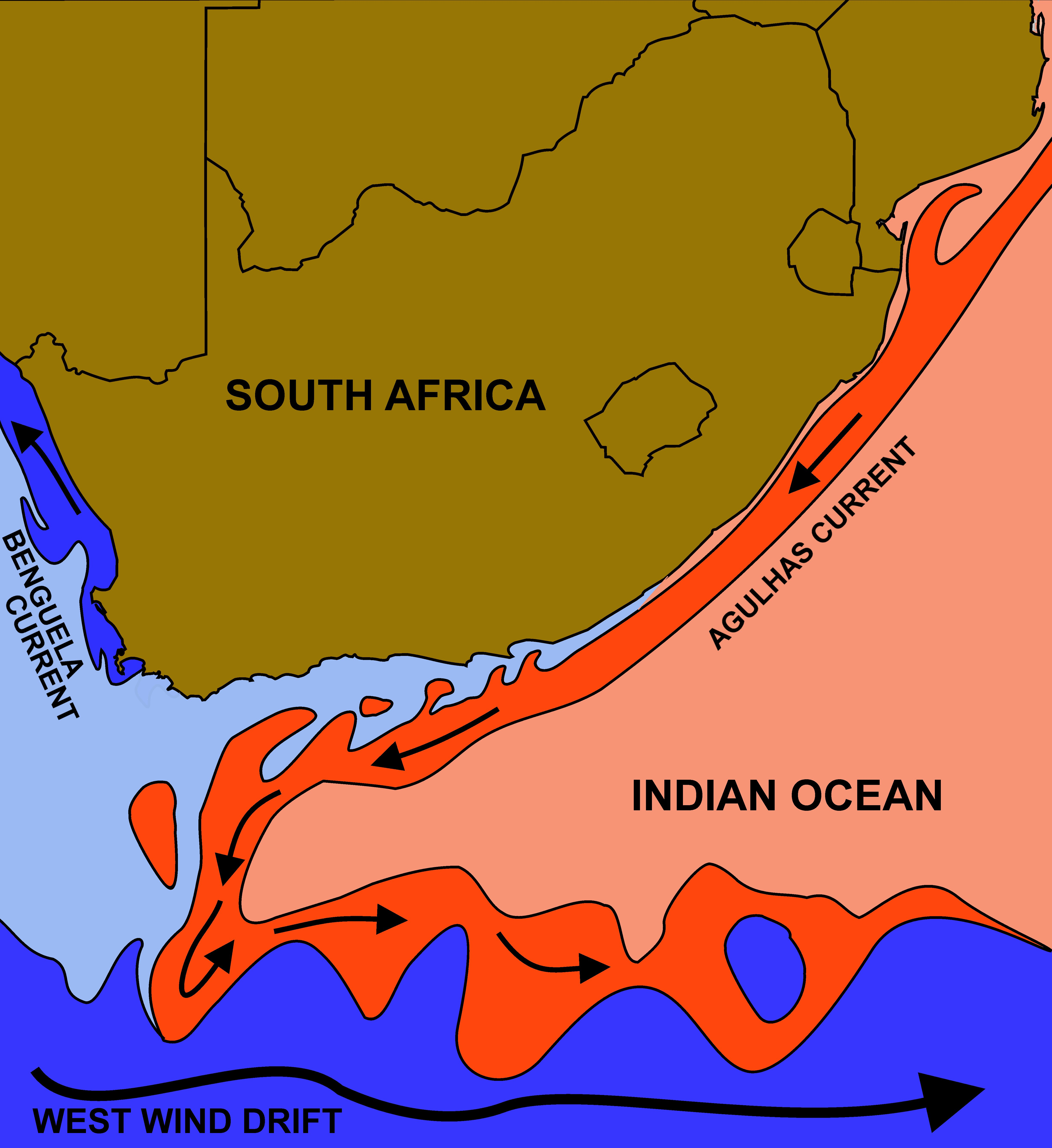
Proud Střelkového mysu (Agulhas Current) na mapě jižní Afriky

Proud Střelkového mysu (také Agulhaský proud podle původního portugalského názvu Střelkového mysu Cabo das Agulhas) je teplý mořský proud v západní části Indického oceánu. Vzniká na 27. stupni jižní šířky splynutím Mosambického proudu a Východomadagaskarského proudu a teče po okraji kontinentálního šelfu podél pobřeží Afriky k jihozápadu. Jeho šířka činí okolo 100 km, sahá do hloubky zhruba 800 metrů a povrchová teplota vody se pohybuje mezi patnácti a pětadvaceti stupni Celsia. Patří k nejrychlejším oceánským proudům vůbec a množství přepravované vody dosahuje šedesáti až sedmdesáti sverdrupů. V blízkosti Střelkového mysu se tento proud střetává se studeným Benguelským proudem, který se odpojuje ze Západního příhonu a teče k severozápadu. Kontakt těchto dvou vodních mas s rozdílnou teplotou, salinitou a vorticitou způsobuje četné bouře, neočekávané vlny vysoké až 30 metrů, a větrné smrště o rychlosti přes 180 km/h, které byly postrachem již prvních portugalských námořníků hledajících cestu kolem Afriky do Indie. V období od května do července táhnou velká hejna sardinek tečkovaných k severu, aby našla optimální teplotu vody: jde o jednu z největších migrací v živočišné říši, která láká obrovské množství predátorů jako jsou delfíni nebo terejové. Zhruba desetina vodní masy proudu Střelkového mysu se přidává k Benguelskému proudu, v němž vytváří lokální víry se znatelně teplejší vodou, a dostává se spolu s ním do Atlantiku, zbytek se obrací přes Agulhaskou podmořskou rovinu k jihu a následně zpět k východu jako takzvaný Agulhaský protiproud a postupně zaniká.